# مضاوي إبراهيم آدم
مضاوي إبراهيم آدم من مواليد 1956، هو ناشِط حقوقي سوداني ومهندس معروف لدوره في فضح انتهاكات حقوق الإنسان في دارفور. يُعتبر المؤسس والمدير السابق لمنظمة السودان للتنمية الاجتماعية (التي تُعرف اختصارًا باسم سودو). حقّق إبراهيم شهرة على المستوى العالمي وذلك بسبب سجنه المتكرّر بتهم تتعلق بمجال عمله في مجال حقوق الإنسان.

## العمل مع سودو
أسّسَ مضاوي آدم منظمة سودانية باتت تُعرف اليوم باسم سودو. عملَ من خلال المنظمة على فضح كل ما يتعلق بالحرب في دارفور كما عمل على توجيه اهتمام العالم لهذه الحرب في عام 2003. جنبا إلى جنب مع عملها في مجال حقوق الإنسان؛ حاولت منظمة سودو القيام بمشاريع تنموية خاصّة في مجال المياه والصرف الصحي بالإضافة إلى مشاريع الصحة في المنطقة جنبا إلى جنب مع ورش عمل حول حقوق الإنسان ومساعدة المشردين داخليا. زادت شهرة مضاوي بعدما تم تكريمه عام 2005 من خلال جائِزة لجنة المحامين لحقوق الإنسان كما حصل في نفس العام على جائزة الخط الأمامي للمدافعين عن حقوق الإنسان المعرضين للخطر.
اعتُقل مضاوي من منزله في كانون الأول/ديسمبر 2003 بعد زيارة إلى دارفور. اتُهم إبراهيم بارتكاب «جرائم ضد الدولة» مع الأدلة ضده بما في ذلك حيازة وثائق من منظمة العفو الدولية. كانت هناك إمكانية للحكم عليه بالإعدام ولكن الحكومة خفّضت الحكم بحلول آب/أغسطس 2004. اعتُقل للمرة الثانية عند الساعة الثانية صباحًا من يوم 24 كانون الثاني/يناير عام 2005 من منزله في شمال كردفان جنبا إلى جنب مع صديقه صلاح محمد عبد الرحمن. تواصل احتجازه بشكل تعسفي لمدة شهرين دون تهمة رسمية وهي نفس الفترة التي بدأ فيها إضرابا عن الطعام احتجاجا على ذلك. خلّف اعتقاله جدلا كبيرًَا على نطاق واسع كما تدخلت منظمة هيومن رايتس ووتش غير الحكومية على الخط بالإضافة إلى فرونت لاين ومنظمة العفو الدولية. أُفرج عنه في وقت لاحق محاكمة. بحلول عام 2006 وصفَ الصحفي نيكولاس كريستوف نيويورك تايمز آدم بأنه «واحدٌ من أبرز المدافعين عن حقوق الإنسان في السودان». حظرَ في عام 2007 مؤتمر في براغ من تنظيم كل من ناتان شارانسكي، فاتسلاف هافيل، وخوسيه ماريا أزنار حيث التقى مع الشخصيات الثورية من جميع أنحاء العالم وكذلك الرئيس الأمريكي جورج دبليو بوش.

## إغلاق سودو
في 5 آذار/مارس 2009 وهو نفس اليوم الذي اتُهمَ فيه الرئيس عمر البشير من قبل المحكمة الجنائية الدولية بارتكاب جرائم ضد الإنسانية. حينها أمرت الحكومة السودانية بإغلاق سودو حيث تمّ الاستيلاء على مَكاتِبها من قبل قوات أمن الدولة. ذكرت نيويورك تايمز أن أمر إغلاق مكاتب المنظم جاء من لجنة الشؤون الإنسانية التي يديرها أحمد هارون واحد من الناس الذين يواجهون مذكرة توقيف من المحكمة الجنائية الدولية بسبب المجازر الجماعية في دارفور. رفعَ مضاوي دعوى قضائية في المحكمة بسبب هذا «التهجم» كما استئنفَ قرر الحكم في نيسان/أبريل 2010. ومع ذلك فإنّ منظمة سودو ظلت مغلقة فعليا مما دفع بها إلى إصدار البيان التالي: «في السودان يمكنك كسب القضية لكن لا شيء يتغير. مكاتب سودو ظلت مقفلة كما ظلت أصولها مجمدة في السودان في حين لم يُسمح لها باستئناف العمليات.» واجه حينها آدم تهم أخرى من بينها «سوء الإدارة المالية». تم تبرئته في البداية من هذه التهم وبالتحديد في 5 آذار/مارس 2010 ولكن تمّ إعادة فتح القضية على يدٍ القاضي محمد سليم الذي حَكم عليه بالسّجن مجددًا. حُكِم عليه بالسجن لمدة «سنة واحدة وغرامة 3000 جنيه سوداني (حوالي 1,250 دولار) وذلك بسبب سوء الإدارة المالية.» أثارت قضيته اهتمام المجتمع الدولي فيما اعتبرته منظمة العفو الدولية سجين رأي وطالبت بإطلاق سراحه.